# 307 aC
El 307 aC va ser un any del calendari romà prejulià. A l'Imperi Romà es coneixia com l'Any del consolat de Claudi Cec i Flamma Violent (o també any 447 ab urbe condita). La denominació 307 aC per a aquest any s'ha emprat des de l'edat mitjana, quan el calendari Anno Domini va ser el mètode prevalent a Europa per a anomenar els anys.

## Esdeveniments

### Antiga Grècia. ElsDiàdocs
- Demetri Poliorceta, fill d'Antígon Monoftalm, marxa cap a Grècia, que estava en poder de Cassandre, un aliat de Ptolemeu I Soter, al front d'un exèrcit, encara que el tractat del 311 aC estipulava la independència de les ciutats gregues. Ataca Atenes i l'ocupa, i el reben com un alliberador. El poble, entusiasmat, li dedica les festes de les Demètries. Demetri de Falèron, governant d'Atenes, fuig, i Poliorceta ocupa la fortalesa de Muníquia.[2]
- Demetri Poliorceta ocupa Mègara, i proclama la llibertat d'aquesta ciutat i la d'Atenes.[3]
- Antígon Monoftalm, rei de l'Imperi Selèucida funda la ciutat d'Antigonea de Síria, destinada a ser la capital del seu imperi.[4]

### Sicília
- Agàtocles de Siracusa sotmet les ciutats d'Heraclea Minoa (Agrigent), Selinunt i Segesta i torna a l'Àfrica, on havia deixat el seu fill Arcàgat al front de l'exèrcit. Els cartaginesos, reorganitzats, el derroten i davant del temor d'una nova derrota, abandona el camp de batalla amb el seu fill, que és capturat i mort.[5]

### Antiga Roma
- Aquest any són elegits cònsols Api Claudi Cec i Luci Volumni Flamma Violent, però els anteriors cònsols van tenir el comandament prorrogat.[6]
- Violent és enviat amb l'exèrcit contra els sal·lentins, un poble de la Pulla, potser dels iapigis, i ocupa diverses ciutats per assalt. Es fa molt popular entre els soldats per la liberalitat en la distribució del botí. Però els Fasti no el mencionen, i podria no ser cert aquest consolat.[7]
- Api Claudi Cec s'oposa a la pròrroga del comandament dels cònsols, però finalment cedeix, per la guerra contra els samnites.[8] Es creu que Api Claudi encara estava exercint la censura i el tribú de la plebs Luci Furi, va vetar el seu nomenament fins que no renunciés al càrrec de censor.[6]

## Necrològiques
- Arcàgat, fill d'Agàtocles, tirà de Siracusa, a qui el seu pare havia deixat al front de l'exèrcit siracusà quan va tornar a Sicília. Després que el seu fill patís diverses derrotes, Agàtocles torna al nord d'Àfrica, però Arcesilau, un militar amic seu, aprofita que no pot desembarcar per un motí i mata a Arcàgat.[9]